# Anpassung (Montanindustrie)
Der Begriff Anpassung im Bereich der Montanindustrie geht auf das „Gesetz zur Anpassung und Gesundung des deutschen Steinkohlenbergbaus“ zurück, das der Deutsche Bundestag 1968 verabschiedete. Mit diesem Gesetz wurden Fördermaßnahmen zum sozialverträglichen Stellenabbau im Montanbereich ermöglicht.
In der etymologischen Weiterentwicklung des Wortes wurden daraufhin Bergleute in Überbrückung bis zur Rente bzw. als Begründung für den vorzeitigen Rentenbezug in die „Anpassung“ geschickt, in der sie das sogenannte Anpassungsgeld (APG) erhalten.